# Effetto domino (singolo)
Effetto domino è un singolo della cantautrice italiana Emma, pubblicato il 2 marzo 2018 come secondo estratto dal quinto album in studio Essere qui.

## Descrizione
Il brano ruota attorno al sesso, raccontandolo al massimo della sua accezione positiva e con un filo di ironia, e presenta sonorità che uniscono rock, pop e elettronica.

## Video musicale
Il video, diretto da Paolo Stella e Alex Grazioli, è stato reso disponibile il 2 marzo 2018 sul canale YouTube della cantante, nel quale si vede Emma cimentarsi con la pole dance in una discoteca suonando una chitarra elettrica.